# Рихтер, Отто Фридрих фон
Отто Фридрих фон Рихтер (нем. Otto Friedrich von Richter; 6 августа 1791 года, Ной-Кустгофе, Лифляндская губерния, Российская империя — 13 августа 1816 года Измир, Османская империя) — российский учёный и путешественник из рода балтийских немцев Рихтеров.

## Биография
Отто Фридрих фон Рихтер родился в местечке Ной-Кустгофе (нем. Neu-Kusthof) в семье балтийских немцев статского советника Отто Магнуса Иоганна фон Рихтера (1755—1826) и Анны Огюст Шарлотты (в девичестве фон Энгельхардт).
Домашним учителем фон Рихтера был Густав фон Эверс, ставший впоследствии ректором Императорского Дерптского университета. Именно он привил юноше интерес к древней истории. В 1808 году фон Рихтер жил в Москве. В 1809 году он переехал в Гейдельберг, где проходил обучение у профессора Фридриха Вилькена. В 1812 году фон Рихтер переехал в Вену, где продолжил образование. Там на него большое влияние оказал философ Фридрих фон Шлегель.
В 1813 году фон Рихтер вернулся на родину, но уже через год отправился в Стамбул. Он предпринял путешествие по Турции, Греции, Египету и странам Ближнего Востока. 13 августа 1816 года в Измире молодой учёный умер от дизентерии.
Собранная фон Рихтером коллекция после его смерти была переправлена в Россию. Позднее его отец подарил её музею Дерптского университета, созданному Карлом Моргенштерном. Во время Первой мировой войны в 1917 году музей и университет были эвакуированы в Воронеж. В связи с обретением Эстонией независимости коллекция осталась в России и позднее стала частью Воронежского областного художественного музея имени И. Н. Крамского.

## Коллекция Отто фон Рихтера
Коллекция Отто фон Рихтера является одним из самых больших и значимых собраний египетских древностей. Она также включает в себя ряд других артефактов, например, древнеримскую голову Антиноя. В настоящее время коллекция распределена между музеем Тартуского университета и Воронежским областным художественным музеем имени И. Н. Крамского (бо́льшая часть). Последняя часть является предметом спора за обладание между Эстонией и Россией.

## Путевые заметки
- Richter, Otto Friedrichs von. Wallfahrten im Morgenlande (нем.) / Aus seinem Tagebüchern und Briefen dargestellt von Johann Philipp Gustav Ewers. — Berlin: G. Reimer, 1822. — 696 p.